# گریگوری پیزلی
گریگوری پیزلی (انگلیسی: Grégory Paisley؛ زادهٔ ۷ مهٔ ۱۹۷۷) بازیکن فوتبال اهل فرانسه است که در پست مدافع بازی می‌کرد.
از باشگاه‌هایی که در آن بازی کرده‌است می‌توان به باشگاه فوتبال گنگام، باشگاه فوتبال سروت ۱۸۹۰، باشگاه فوتبال استراسبورگ، باشگاه فوتبال متس، باشگاه فوتبال سوشو، باشگاه فوتبال پاری سن ژرمن، باشگاه فوتبال رن، باشگاه فوتبال لو آور، باشگاه فوتبال تروا، و باشگاه فوتبال نیس اشاره کرد.